# San José de Chiquitos

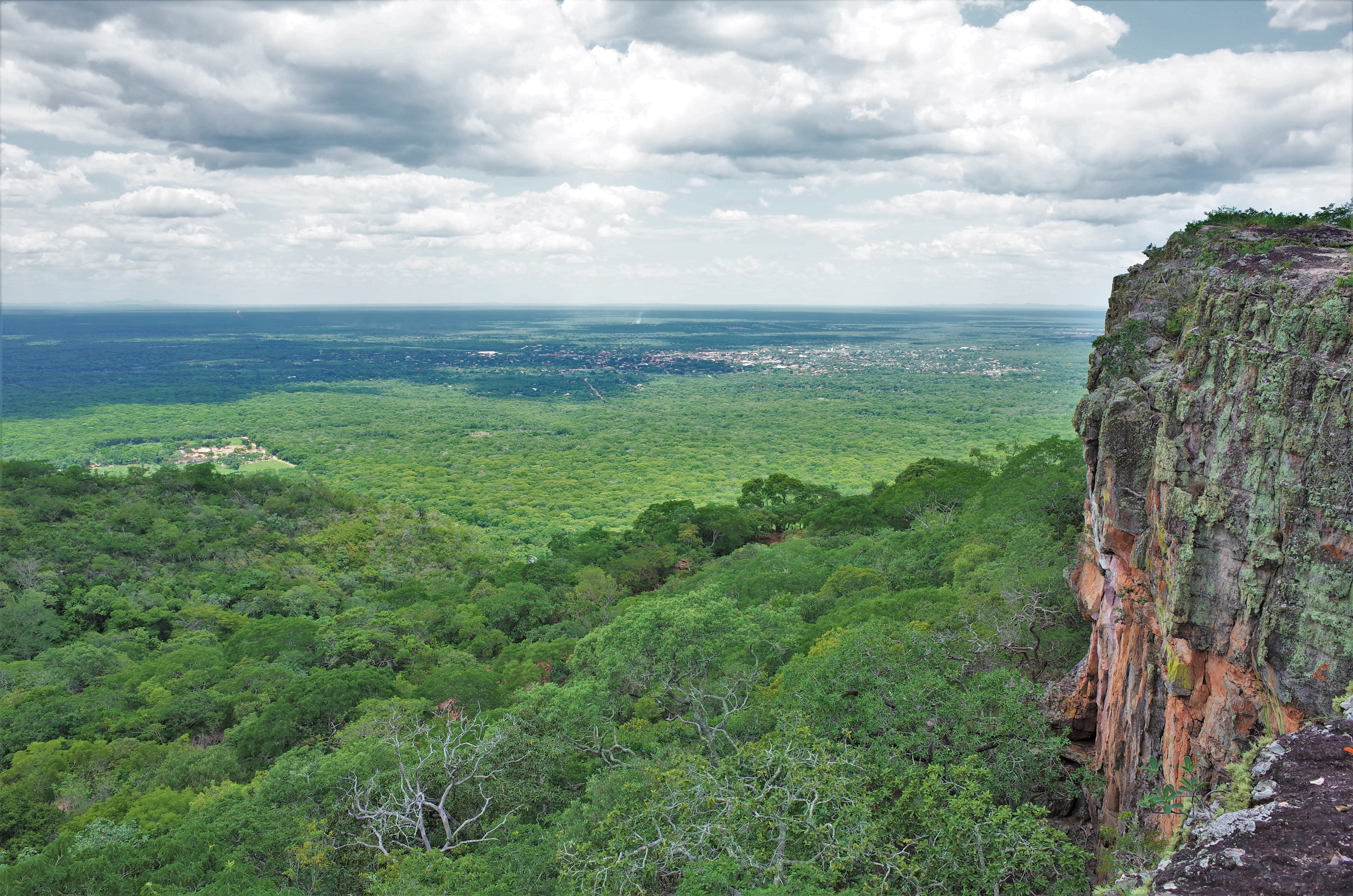
Environs de la ville de San José de Chiquitos.

San José de Chiquitos ou plus brièvement San José est la capitale de la province de Chiquitos du département de Santa Cruz en Bolivie. Ancienne « réduction » jésuite fondée à la fin du XVIIe siècle elle compte 28 922 habitants en 2012. Ses principales activités économiques sont l'élevage, l'agriculture et le tourisme.

## Histoire
Elle est la troisième « réduction », destinée à sédentariser la population indigène locale (les Chiquitos) fondée par les missionnaires jésuites en mars 1697, sous la direction des pères Felipe Suárez et Dionisio de Ávila.
C'est dans les environs de San José de Chiquitos, à dix kilomètres au sud-ouest de la ville, sur les berges du ruisseau Sutós, qu'est fondée la première ville de Santa Cruz de la Sierra. Un parc national a été créé autour de la zone des ruines de celle-ci, le Parc national de Santa Cruz la Vieja. Une excursion intéressante consiste à visiter ces ruines.

## Situation géographique
La ville est située à une altitude de 280 mètres. Elle a un climat plutôt sec avec une saison de pluies annuelles en été.
Sa température moyenne est de 25 à 26 °C avec un maximum de 32 °C en novembre et un minimum de 16 °C en juin. La hauteur des précipitations annuelles se situe aux alentours de 1 020 mm. Située à l'est de la capitale du département, elle est desservie par le chemin de fer qui la relie à Santa Cruz dont elle est éloignée de 265 kilomètres, et à Puerto Suárez à la frontière du Brésil.

## Patrimoine mondial
Avec cinq autres anciennes « réductions », San José de Chiquitos est déclarée en 1990 au patrimoine mondial de l'UNESCO comme patrimoine vivant,.